# Sainte-Eulalie (Cantal)
Sainte-Eulalie è un comune francese di 211 abitanti situato nel dipartimento del Cantal nella regione dell'Alvernia-Rodano-Alpi.

## Società

### Evoluzione demografica
Abitanti censiti